# 白雪姫 (1937年の映画)
『白雪姫』（しらゆきひめ、Snow White and the Seven Dwarfs）は、1937年のアメリカ合衆国のファンタジー映画。グリム兄弟の童話「白雪姫」を基にウォルト・ディズニー・アニメーション・スタジオが製作した長編映画第1作で、世界初の長編アニメーション映画である。製作総指揮や全面的な監修をウォルト・ディズニーが務め、監督はデイヴィッド・ハンドが担当した。テクニカラー作品。
アニメーションが短編作品しかない時代に約4年の歳月と140万ドル以上の巨費を投じ、作画枚数は25万枚にのぼるなど、スタジオの存続を賭ける大作として制作された。公開前は成功を危ぶむ声も多かったが、公開後は世界で6100万ドル（約3000億円）の収益を上げる桁外れの大ヒットを記録し、批評家からも称賛されるなど成功を収め、1938年の第10回アカデミー賞では作曲賞にノミネートされたほか、翌年にウォルト・ディズニーはアカデミー名誉賞を受賞した。また、多数の派生作品が作られたほか、アニメーションの新しい形を生み出した作品として後世にも大きな文化的影響を与えている。
1989年には「文化的・歴史的・芸術的にきわめて高い価値を持つ」とみなされ、アメリカ国立フィルム登録簿に登録された。また、スティーヴン・ジェイ・シュナイダーの『死ぬまでに観たい映画1001本』にも掲載されている。

## あらすじ
むかしある城に白雪姫という美しい王女が住んでいた。幼い頃に両親を亡くしていた白雪姫は継母である女王とともに暮らしていた。しかし、女王は大変恐ろしい魔女で、白雪姫を下働きのように扱っている。そして女王は魔法の鏡に「この世で一番美しい女は誰?」と聞くのが日課になっており、魔法の鏡が女王だと答えるのを聞いて満足していた。
ある日、いつものように白雪姫が働いていると、偶然通りかかった王子と出会い恋に落ちる。同じ日に、女王がいつものように魔法の鏡に声を掛けると、魔法の鏡は「世界で一番美しいのは白雪姫です」と答えてしまう。怒り心頭の女王は、手下の狩人に白雪姫を殺し彼女の心臓を持ち帰るよう命令する。哀れに思った狩人は彼女に女王の陰謀を教えて森の奥へと逃し、代わりに豚の心臓を持ち帰って女王を欺く。
一方の白雪姫は、森で迷った末に動物達に導かれて小さな家を発見し、中が汚れているのを見て掃除を始める。その家は七人の小人たちが住む家であった。やがて鉱山での仕事から戻って来た小人たちに挨拶をすると、小人たちは白雪姫を歓迎して家事全般を引き受けることを条件に匿い、白雪姫は小人たちと共に楽しい一夜を過ごす。
一方で、白雪姫が生きていることを知った女王は、白雪姫を自ら手にかけることを決心。魔法の薬を飲んで醜い老婆に変身し、毒リンゴを作って小人たちの家に向かう。その際、「毒リンゴの呪いは恋人の初めてのキスで解ける」ことを知ったが、「死んだと思い込んだ小人たちが生きたまま埋めるだろう」と本気にしなかった。
翌朝。小人たちが仕事に出た後、白雪姫は彼らに留守の間は誰も入れるなと忠告を受けていたが、家にやってきた怪しい物売りの老婆を家に招いてしまう。その老婆の正体は、白雪姫が生きていることを知り今度こそ亡きものにしようと魔法で化けた女王だった。異変を察知した動物たちの知らせで、白雪姫に危機が迫っていることを知った小人たちはすぐさま家に引き返し、老婆に化けた女王を追撃。崖に追い詰められた女王は巨石を落として小人たちを殺そうとするも、突然の落雷によって谷底へと落ちる。
しかし、時既に遅く、白雪姫は女王が与えた毒リンゴを口にし息絶えていた。物言わぬ白雪姫の前で涙にくれる小人たちは、彼女の美しさを惜しみ、埋葬することなくガラスの柩に安置して片時も傍を離れようとしなかった。
時は流れて翌年の春、白雪姫の恋人で、彼女の行方を探し続けていた王子が白雪姫の柩を見つけ出し、静かにくちづけを交わす。すると、息絶えたはずの白雪姫が息を吹き返した。女王がリンゴに浸した毒は、口にしたものを殺すのではなく永遠の眠りに落とすというものであり、真実の愛のキスを受けて毒の魔法が打ち消されたのだった。
平和の訪れと王子との再会の喜びを胸に、小人たちに別れを告げた白雪姫は王子と共に旅立ち、王子の国で末永く幸せに暮らす。

## キャラクター

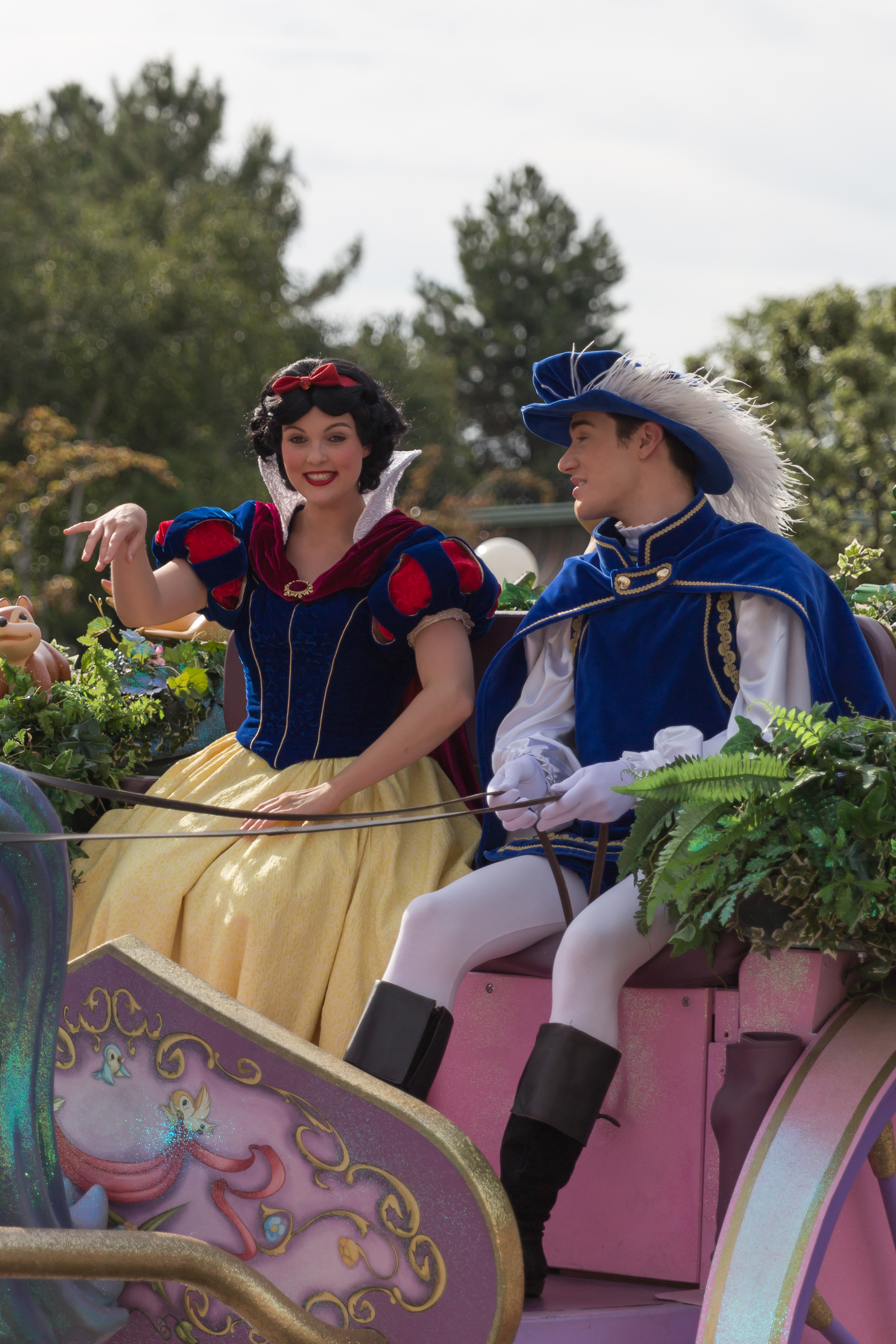
ディズニーランド・パリでの白雪姫と王子。

白雪姫（Snow White）
主人公。とある国の王女で、とても美しく可憐な容姿と優しい心を持った少女。14歳。
その美貌のため、継母である女王の怒りを買い殺害を企てられるが、狩人の助けで森の奥に逃れる。
女王から召使い同然の扱いを受けていたため王女でありながら家事全般をこなしたり、小人たちに食事前の手洗いやマナーを教えるなど家庭的な一面もある。
ディズニープリンセスの1人。
王子（The Prince）
白雪姫を救う王子。女王の城で歌っていた彼女を見て一目惚れをし、行方を探していた。
物語終盤で白雪姫を発見し、彼女に口づけをして死の眠りから救った後で自分の城に連れて行く。
女王（The Evil Queen）
本作のディズニー・ヴィランズで、白雪姫の継母。魔女でもある。
冷静な性格で感情を表に出すことは少ないが、その内実は自惚れ屋で自分の美貌を世界一と思っており、それが他人に脅かされることを断じて許そうとせず相手の殺害をも辞さない高慢かつ残酷な性格の持ち主。
老婆に変身した後は感情が豊かになり、白骨死体を蹴飛ばして笑うなど残虐な面が強調されている。

### 7人のこびと（The Seven Dwarfs）
森の奥の鉱山でダイアモンド掘りをしている小人（ドワーフ）たち。それぞれ性格に基づいて名前がついている。女王から逃げてきた白雪姫を匿い、共に暮らすこととなる。
先生（Doc）
温和な性格で先生のように物知りであり、いつもメガネをかけている。小人たちのリーダー的存在。
少しでも慌てると言葉を言い間違えたりつっかえたりしてしまうあわてんぼうな一面もある。
おこりんぼ（Grumpy）
良識はあるが、神経質な皮肉屋で現実的な性格。
当初は厄介ごとを持ち込む白雪姫に対して心を開いていなかったが、彼女の歌声を聴いたり交友を深めるうちに変化する。
皮肉屋な性格である一方で、白雪姫の身に死の危険が迫っていると知ると誰よりも真っ先に飛び出したり、棺に収められ永遠の眠りにつく白雪姫の手の上に白い花を集めて置くなど根は優しく勇敢な性格をしている。
ごきげん（Happy）
いつも笑顔で元気いっぱいのムードメーカー。
小人のなかで唯一、白い眉毛をしている。
ねぼすけ（Sleepy）
いつも寝たそうな顔をしている。のんびりした性格。
てれすけ（Bashful）
照れ屋で、誰を見てもすぐに真っ赤になる。
くしゃみ（Sneezy）
その名の通り、周囲の物が吹き飛ぶほどのくしゃみを連発する。本人や周囲の悩みの種でもある。
おとぼけ（Dopey）
小人の中では唯一髭が無く、見た目も振る舞いも子供のような性格。
なぜか言葉を一言も喋らない。ごきげん曰くどもり屋らしい。
白雪姫の事が大好き。白雪姫に何度もキスしようとするなど、おませな部分もある。
ウォルト・ディズニーによると、喋らない理由は「喋ろうと試みたこともないから」。

### その他
魔法の鏡（The Magic Mirror）
物知りの鏡。問いかけに対しては常に正直に答えるため、白雪姫を危機に陥れてしまう。
狩人（Humbert / The Huntsman）
女王の手下。
女王の命令に従い白雪姫を殺害しようとするが、彼女の美しさと純粋さで手を下せず、女王に殺害を依頼されたことを告白した上で彼女に「戻らないように」と念を押し森の奥に逃がす。
女王には、豚の心臓を彼女のものと偽り献上することでごまかした。

## 声の出演
| 役名       | 原語版声優               | 日本語吹き替え | 日本語吹き替え      |
| 役名       | 原語版声優               | 1958年版       | 1980年版 （現行版） |
| ---------- | ------------------------ | -------------- | ------------------- |
| 白雪姫     | アドリアナ・カセロッティ | 富沢志満       | 小鳩くるみ          |
| 王子       | ハリー・ストックウェル   | 五十嵐喜芳     | 三林輝夫            |
| 女王／魔女 | ルシル・ラ・ヴァーン     | 北林谷栄       | 里見京子            |
| 先生       | ロイ・アトウェル         | 東野英治郎     | 熊倉一雄            |
| おこりんぼ | ピント・コルヴィッグ     | 三津田健       | 千葉順二            |
| ねぼすけ   | ピント・コルヴィッグ     | 柳家小さん     | 北村弘一            |
| くしゃみ   | ビリー・ギルバート       | 坊屋三郎       | 槐柳二              |
| てれすけ   | スコッティ・マットロー   | 春風亭枝雀     | 二見忠男            |
| ごきげん   | オーティス・ハーラン     | 三遊亭円馬     | 滝口順平            |
| おとぼけ   | エディ・コリンズ         | 原語版流用     | 原語版流用          |
| 魔法の鏡   | モローニ・オルセン       | 村上冬樹       | 大木民夫            |
| 狩人       | スチュアート・ブキャナン | 村上冬樹       | 八代駿              |
| ナレーター | N/A                      | 村上冬樹       | 谷育子              |

- 1958年版：1985年の再公開まで使用（1980年を除く）。以降は非公開であり視聴不可となっている。
- 1980年版：ディズニーから発売されるソフトに収録され、Disney+等の配信にも使用。

## スタッフ
| 製作                   | ウォルト・ディズニー |
| 原作                   | グリム兄弟 |
| 脚本                   | テッド・シアーズ、オットー・イングランダー、アール・ハード、ドロシー・アン・ブランク、リチャード・クリードン メリル・デ・マリス、ディック・リカード、ウェッブ・スミス |
| 音楽                   | フランク・チャーチル、リー・ハーライン、ポール・J・スミス |
| キャラクター・デザイン | アルバート・ハーター、ジョー・グラント |
| 白雪姫担当作画監督     | ハミルトン・ラスク |
| 王子担当作画監督       | ビル・ティトラ |
| 7人の小人担当作画監督  | フレッド・ムーア |
| 魔女担当作画監督       | ノーム・ファーガソン |
| レイアウトチャック     | チャールズ・フィリッピ、ヒュー・ヘネシー、マクラーレン・スチュワート、テレル・スタップ、ケンドール・オコーナー、トム・コドリック |
| 白雪姫担当原画         | マーク・デイヴィス |
| 小人担当原画           | レス・クラーク |
| 鳥担当原画             | エリック・ラーソン |
| 王子担当原画           | ミルト・カール |
| 魔法の鏡担当原画       | ウォルフガング・ライザーマン |
| 女王担当原画           | フランク・トーマス |
| 魔女担当原画           | ジョン・ラウンズベリー |
| ハゲタカ担当原画       | ウォード・キンボール |
| 女王担当原画           | アート・バビット |
| 原画                   | オリー・ジョンストン、ディック・ランディー、ロバート・ストークス ジェームズ・アルガー、アル・ユグスター、サイ・ヤング、ジョシュア・メダー、ウーゴ・ドルシ ジョージ・ローリー、フレッド・スペンサー、ビル・ロバーツ、バーナード・ガーバット、グリム・ナトウィック ジャック・キャンベル、マーヴィン・ウッドワード、ジェームズ・カルヘイン、スタン・クワッケンブッシュ、ライリー・トムソン ヒュー・フレイザー、ケン・オブライエン |
| 美術監督               | ハロルド マイルズ、グスタフ・テングレン、ケン・アンダーソン、ヘーゼル・セウェル、ジョン ヒューブレイ |
| 背景                   | マイク・ネルソン、マール・コックス、クロード・コーツ、フィル・ダイク、レイ・ロックレム モーリス・ノーブル、サム・アームストロング |
| 色彩設計               | マーセリット・ガーナー |
| 撮影                   | ボブ・ブロートン |
| 録音                   | ウィリアム・E・ギャリティ |
| 音響効果               | ジム・マクドナルド |
| 演出                   | パース・ピアース、ウィリアム・コトレル、ウィルフレッド・ジャクソン、ラリー・モーリー、ベン・シャープスティーン |
| 監督                   | デイヴィッド・ハンド |

### 日本語版
- 字幕翻訳: 古田由紀子

| 吹き替え     | 1958年版                                  | 1980年版 （現行版）                         |
| ------------ | ----------------------------------------- | ------------------------------------------- |
| 演出         | 三木鶏郎                                  | 金田文夫                                    |
| 音楽演出     | 三木鶏郎                                  |                                             |
| 翻訳         | 田村幸彦                                  | 金田文夫                                    |
| 訳詞         | 三木鶏郎                                  | 若谷和子                                    |
| 録音         | 国際ラジオセンター                        | 東亜映像録音                                |
| 制作総指揮   | ジャック・カッティング                    | ブレイク・トッド                            |
| 日本語版制作 | 大映洋画部 ウォルト・ディズニー・スタジオ | Disney Character Voices International, Inc. |

## 楽曲
邦題は初公開から何度か変更されており、ここでは1990年発売のサウンドトラックより採用されている題に準じて記載。
| 全作詞: ラリー・モーリー、全作曲: フランク・チャーチル。 |                                                                             |                  |                      |                          |
| #                                                        | タイトル                                                                    | 作詞             | 作曲・編曲           | オリジナル・アーティスト |
| 1.                                                       | 「私の願い」(I'm Wishing)                                                   | ラリー・モーリー | フランク・チャーチル | アドリアナ・カセロッティ |
| 2.                                                       | 「ワン・ソング」(One Song)                                                  | ラリー・モーリー | フランク・チャーチル | ハリー・ストックウェル   |
| 3.                                                       | 「歌とほほえみと」(With a Smile and a Song)                                 | ラリー・モーリー | フランク・チャーチル | アドリアナ・カセロッティ |
| 4.                                                       | 「口笛ふいて働こう」(Whistle While You Work)                                | ラリー・モーリー | フランク・チャーチル | アドリアナ・カセロッティ |
| 5.                                                       | 「ハイ・ホー」(Heigh-Ho)                                                    | ラリー・モーリー | フランク・チャーチル | こびと合唱団             |
| 6.                                                       | 「ブラドル・アドル・アム・ダム」(Blludle-Uddle-Um-Dum)                      | ラリー・モーリー | フランク・チャーチル | こびと合唱団             |
| 7.                                                       | 「小人達のヨーデル《へんな歌》」(The Dwarfs' Yodel Song《The Silly Song》)) | ラリー・モーリー | フランク・チャーチル | こびと合唱団             |
| 8.                                                       | 「いつか王子様が」(Someday My Prince Will Come)                             | ラリー・モーリー | フランク・チャーチル | アドリアナ・カセロッティ |

日本語吹き替え版では、各キャラクターの担当声優が歌唱も担当。ただし、小人の合唱を含むコーラス箇所は以下のグループが担当している。
- ダークダックス、服部リズムシスターズ（1958年版）
- ボニージャックス、東京混声合唱団（1980年版・現行版）

日本語歌詞（訳詞）に関して、1958年版吹き替えでは三木鶏郎、1980年版（現行版）吹き替えでは若谷和子が担当している。一方、ディズニーが発売するコンピレーション・アルバムなどに収録される本作の日本語版楽曲は水島哲訳詞（「ハイ・ホー」のみ不詳）による独自の音源が採用されており、様々なアーティストによるカバーでの歌詞はこれに準じたものとなっている。

### 未使用曲
- ミュージック・イン・ユア・スープ（Music in Your Soup）

小人達が白雪姫と共に食事をするシーンで使用される予定だったが、ウォルトが「内容が下品」と判断したことで、色彩前の段階で動画化されアフレコ済みだったシーン映像と共にカットされ没となった。
2001年版と2009年版のDVDに未公開映像と共に楽曲が収録されている。
- 大切にしよう、子供の心（You're Never Too Old to Be Young）

「小人達のヨーデル」の採用前に候補として上がっていた楽曲だが、最終的に没となった。

### サウンドトラック（日本）
- 『ディズニー映画より 白雪姫』（ディズニーランド・レコード、1973年発売）LP：WFD-388
- 『ディズニー映画より 白雪姫』（ディズニーランド・レコード、1975年発売）LP：SKK（D・H）2002
- 『白雪姫 歌と音楽 日本語版オリジナル・サウンドトラック』（ビクター音楽産業株式会社、1980年発売）LP：JBX-2003／カセット：VCK-652[8]
- 『白雪姫 英語版オリジナルサウンドトラック完全収録盤』（日本コロムビア株式会社、1980年12月発売）LP：GZ-7187〜8-BV
- 『白雪姫 オリジナル・サウンドトラック』（株式会社ポニーキャニオン、1990年11月21日発売）PCCD-00020
- 『白雪姫 オリジナル・モーション・ピクチャー・サウンドトラック デジタル・リマスター完全盤』（株式会社ポニーキャニオン、1993年8月20日発売）PCCD-00097
- 『白雪姫 オリジナル・モーション・ピクチャー・サウンドトラック デジタル・リマスター完全盤 キャラクター人形入り限定版』（株式会社ポニーキャニオン、1994年3月18日発売）PCCD-00110
- 『白雪姫 オリジナル・サウンドトラック デジタル・リマスター完全版』（株式会社ポニーキャニオン、1996年1月19日発売）PCCD-00145
- 『白雪姫 オリジナル・サウンドトラック デジタル・リマスター盤』（エイベックス・エンタテインメント株式会社、2000年1月19日発売）AVCW-12069
- 『白雪姫 オリジナル・サウンドトラック デジタル・リマスター盤』（ユニバーサル ミュージック合同会社、2018年11月14日発売）UWCD-8001

## 製作

### 誕生の経緯

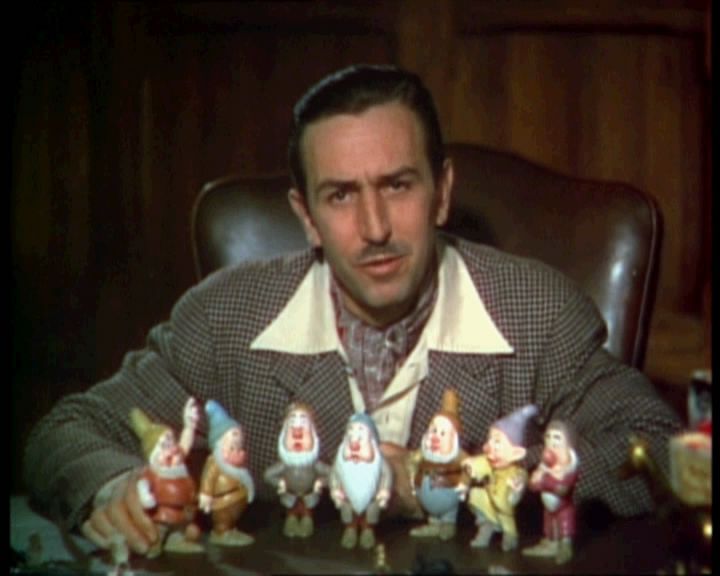
当時の予告編（1937年）で解説を行うウォルト・ディズニー

ウォルト・ディズニーが初の長編アニメーション映画を制作するというアイデアを思いついたのは1933年、彼のスタジオが「シリー・シンフォニー」シリーズなど短編アニメーション映画の制作に注力していたときだった。短編映画は人気があったものの、ウォルトはスタジオのさらなる成長には十分な利益をもたらさないと考えていたほか、彼は長編映画を「ストーリーテリングの可能性を広げる手段」であり、精巧なプロットとキャラクターの開発を可能にすると考えていた。
1933年5月、「シリー・シンフォニー」シリーズの一編『三匹の子ぶた』が成功したウォルトは長編映画を作る意志を固め、周囲に「ゆっくりと浸透させる」という方法でアイデアを紹介し始めた。つまり、何気ない会話の中で、個別にアイデアを伝えていったのである。同年7月には、フィルム・デイリー紙に初めて構想を明らかにした。この頃、作品の題材としては（後に映画化された）『バンビ』や『不思議の国のアリス』のほか、ワシントン・アーヴィングの短編小説『リップ・ヴァン・ウィンクル』などが候補に挙がったが、いずれも権利問題や技術的問題から頓挫している。

### 企画
1934年春、ウォルトはグリム兄弟の童話『白雪姫』を題材にすることに決めた。幼いころから親しんだ物語で、1916年公開の無声映画版を観ていたことなどが『白雪姫』を選んだ主な理由だとウォルトは語っている。同年6月、ニューヨーク・タイムズ紙にて『白雪姫』の計画を正式に発表した。
このプロジェクトは、ウォルトが個人的に選んだ少数の作家によって開発が始まり、基本的なストーリーのアウトラインが完成した1934年10月30日、スタジオのスタッフ全員にプロジェクトを紹介した。当時所属していたアニメーターは後年、ウォルトが夕方に彼らスタッフをサウンドステージに集め、3～4時間かけて白雪姫の物語全体を上演し、企画を発表したと証言している。
スタジオのスタッフはこのプロジェクトに興奮した一方、それまでに前例のない長編アニメーションが観客の興味を惹きつけるかどうか確信が持てなかった。ウォード・キンボールは後に、W・C・フィールズらハリウッドの大物から「短編のように6～7分ならいいが、1時間半は無理だ！大きな理由は、面白いことがなくなるから。1分ごとに笑わせないといけないということだ。それに、明るい色は目を痛めるし、みんな立ち上がって出て行ってしまうだろう...。もちろん、ウォルトはそんな言葉は信じなかった。彼は、しっかりしたストーリーがあれば、笑いだけでなく悲劇があればうまくいくと感じていたよ」と言われたことを回想している。
ウォルトの妻・リリアンとビジネスパートナーでもあった兄のロイ・O・ディズニーは、この映画の制作を思いとどまらせようとしたが失敗し、映画関係者は製作中、この映画を「ディズニーの道楽」「ディズニーの愚行」と嘲笑した。

### 脚本
1934年8月9日、スタッフのリチャード・クリードンによって、キャラクター・場面・歌のアイデアを掲載する全21ページの第一稿がまとめられた。ウォルトは「幅広いアプローチ」を採用し、提案される様々なアイデアにオープンな姿勢を保っていた。そのため、「白雪姫をおてんばなキャラクターにする」「女王が王子を地下牢に監禁し、王子は城から脱出するために戦う」など様々なアイデアが記載されている。
ウォルトは、喜劇的な可能性から物語で「最も魅力的な存在」と考えた七人の小人たちに独特の個性を持たせ、名前を与えることを最初から決めていた。そのため、第一稿には小人たちの名前の候補が50以上書かれている。
1934年10月以降、ウォルトは週に一度、テッド・シアーズやアルバート・ハーター、ピント・コルヴィグら少人数のグループで脚本会議を開くようになる。ここで、小人の大まかな設定が決まるなど、現行のストーリーが完成されていった。この時点でウォルトは、原作にある「女王が腰紐で白雪姫を締め上げ殺そうとする場面」を削除を決定している一方で、「毒の櫛と毒リンゴ」の場面に関しては残すことを検討したところ、議論となったという。
コミカルな場面に関して、ウォルトはスタジオの全スタッフに物語への貢献を奨励し、1つの「ギャグ」を提供した者には報酬として10ドルを支払っていた。これにより、小人たちの鼻がベッドの端から1つずつ飛び出るシーンが生まれている。しかし、全キャラクターがコミカルになり説得力を損なうことを懸念したウォルトは、途中で「白雪姫と小人たち、小人の友である鳥や動物が登場するシーン」だけにするよう社内の回覧版を回したという。
ウォルトが性格づけに最も苦労したのは女王とされる。当初は「太っていて、おかしくて、漫画のような、自己満足的な」キャラクターにする案もあった女王だが、ウォルトは女王を次第に「太っちょ」で「おかしな」人物ではなく、「堂々とした美しいタイプ」にすべきだと思うようになったという。
1935年に入ると、ウォルトはこのプロジェクトに焦点を当てることはなかったが、秋には再開する。同年11月25日の覚書で、映画に携わるスタッフ全員の役職の割り当てを発表した。

### アニメーション

#### キャラクター

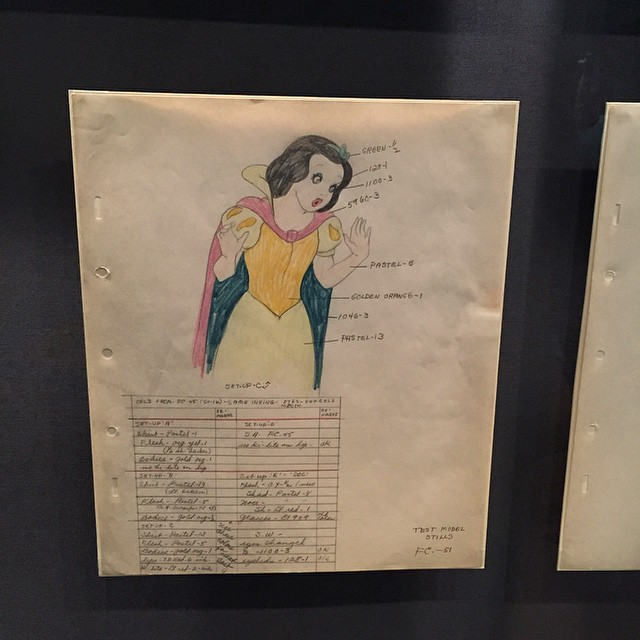
白雪姫の初期スケッチ

当時のディズニー・スタジオのアニメーターは、大半が新聞の漫画家出身で芸術教育を受けた者はほとんどいなかった。その中で、教育を受けている数少ない人物の一人にグリム・ナトウィックがいた。フライシャー・スタジオ出身のナトウィックはベティ・ブープの作者の一人として知られており、人間の女性の解剖学に対する理解を示していた。そのため、ナトウィックを雇ったウォルトは女性キャラクターのアニメーション化を彼にほぼ任せ、「シリー・シンフォニー」シリーズの一編『クッキーのカーニバル』のアニメーションの成功を機に、白雪姫そのものをアニメ化する任務を与えた。
白雪姫、王子、女王が登場するシーンのアニメーションを作成する際には、ロトスコープというフライシャー・スタジオから採り入れた手法が用いられた。コマ送りで撮影した生身の人間の動きをベースにトレースして動画化するという手法だが、これにアニメーションならではの動きの誇張を加えることにより、写実的かつ自然な動きの表現に成功している。複数のアニメーターはロトスコープを「効果的なアニメーション制作の妨げになる」と反対したが、最終的に上記のキャラクターはすべてロトスコープが活用されている。
ロトスコープで白雪姫の実写モデルを務めたのは、マージ・チャンピオンという若いダンサーだった。白雪姫の作画監督を務めたハミルトン・ラスクは彼女に数々の動きの撮影を指示し、アニメーターたちは白雪姫のアニメーションの動きのリアリズムを高めるためその映像を研究し、コピーした。アニメーターのオリー・ジョンストンは後に「ラスクが実写の映像がアニメーションでどのように使われるかを常に念頭に置きながら、綿密な計画を立てて撮影した結果、非常に説得力のあるキャラクターが生まれた」と回想している。ただし、グリム・ナトウィックとノーム・ファーガソンは、ウォルトの指示に反してロトスコープを無視することがあった。
白雪姫や女王の肌の色付けは困難を極めた。特に白雪姫の「雪のように白い肌、血のように赤い頬や唇」は薄いと生気を感じず濃いとピエロのように見えるため悪戦苦闘したという。最初のデザインは、よりふっくらとした赤い唇と長いまつげを持っていたが「ファム・ファタールに近すぎる」とウォルトは没にしたといい、「無邪気さに根ざした健全さを備えた田舎の娘」も目指したという。
白雪姫の頬の着色は、インク部門の従業員ヘレン・オガーが担当。「着色に本物のルージュを使った」という都市伝説もあるが、実際にはルージュや口紅などの材料はうまくいかず試行錯誤し、最終的には巧くいく赤い染料を見つけ小さな綿片を巻き付けたティップルペンシルでセル一枚一枚に塗ったという。ヘレンは染料を適切に塗ることができた唯一のスタッフであり、彼女はこのプロセスを映画全体で使用。非常に時間がかかるこの方法は同じ規模で再び使用されることはなく、1941年にヘレンがスタジオを去った後、彼女に代わる同じ技術を持つ人は誰一人いなかった。
「小人たちがスープを食べる場面」「ベッドを作る場面」は、一度完成していたもののカットされ、アニメーターを務めたウォード・キンボールは落胆しスタジオを去ることも考えた。だが、ウォルトは次の長編映画『ピノキオ』（1940年）のジミニー・クリケットの監督アニメーターにキンボールを昇進させることで、彼を説得した。

#### アート・ディレクション
キャラクター・デザインおよび美術監督に、アルバート・ハーターが任命された。アカデミック美術を学んでいたハーターはヨーロッパのイラストや絵画技術をアニメーションに取り入れるなど、ドイツ風ともいえる映画全体の美術面を考案するのに重要な役割を果たしている。また、キャラクターの衣装デザインからレイアウトや背景まで、映画で使用されたすべてのデザインは、最終決定する前に彼の承認を得る必要があったという。
グスタフ・テングレンは、映画の多くの場面の演出や雰囲気を決めるために起用された。彼の作風はアーサー・ラッカムやヨン・バウエルの影響を受けているもので、ウォルトが求めていたヨーロッパ風の美術を実現させた。彼は映画ポスターのデザインやパンフレットのイラストも手がけた。

#### 撮影

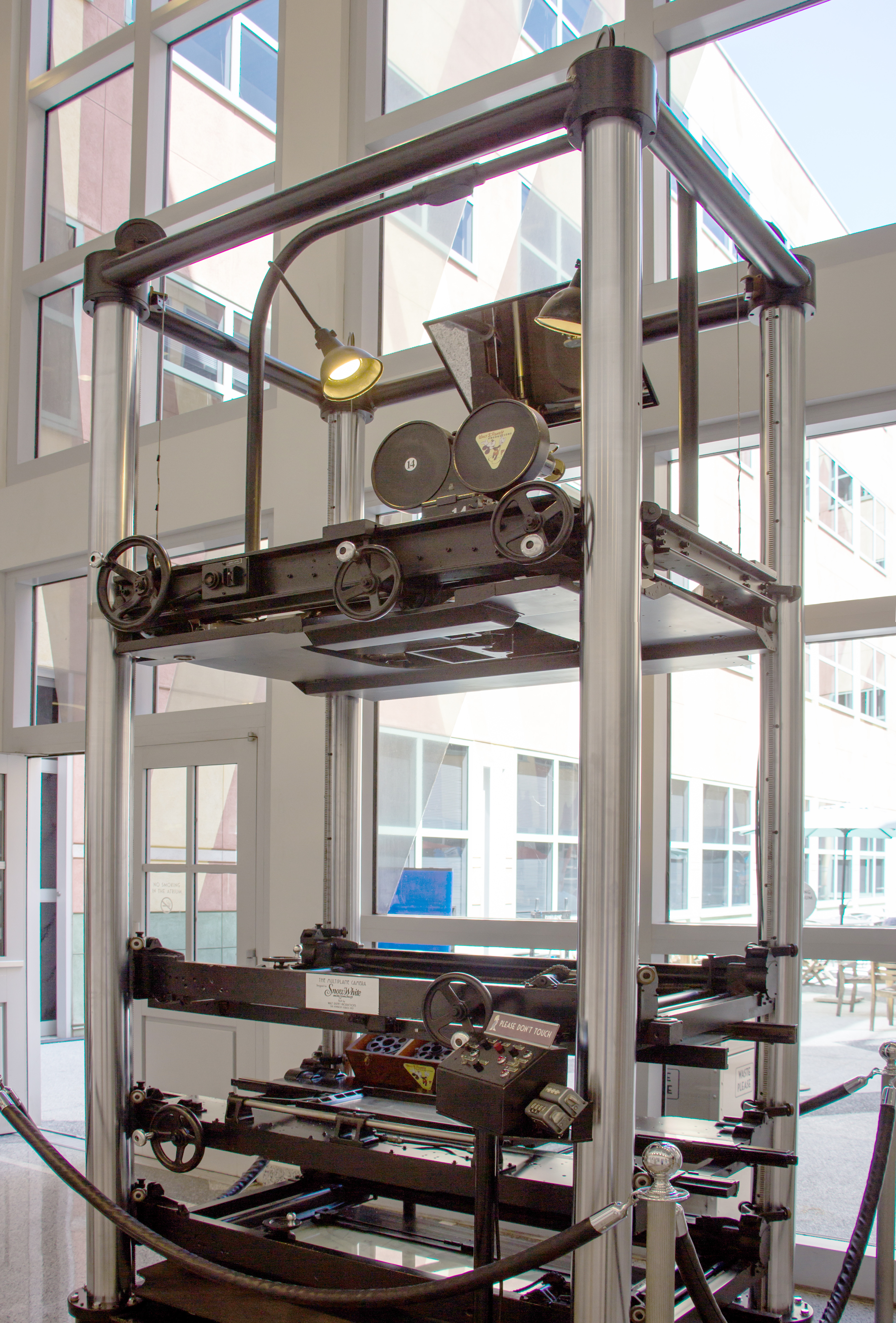
撮影に使用されたマルチプレーン・カメラ（ウォルト・ディズニー・スタジオ所蔵）

撮影にはマルチプレーン・カメラを使用しており、立体感や奥行きのある映像表現が可能となった。
複数のアートワークを様々な速度と距離でカメラの前を移動させ、視差や奥行きの感覚が生むことが可能なマルチプレーン・カメラは既に発明され他作品でも使用されていたが、ウォルトは本作のため、より高度なカメラの開発に着手を決意。スタジオの録音技師であるウィリアム・E・ギャリティによって1937年初頭に完成され、同年公開の「シリー・シンフォニー」シリーズ『風車小屋のシンフォニー』でテストされた後に使用された。
使われたカメラは、高さ14フィート（約4.2m）のもので、最大7層の絵を垂直かつ可動式のカメラセットで撮影することが可能なほか、立体感などの他にも二重露光や三重露光が使われ影などの効果を演出することにも成功した。遠近感、比率、タイミングなど技術的な問題はかなり複雑になったものの、かつてのディズニー・スタジオで使われたものやフライシャー・スタジオのものよりも洗練されたカメラとなり、撮影時には様々な問題や完成映像の違和感を解消するため、カリフォルニア工科大学の工学部卒業生2名が雇われた。

### 製作費・労力
世界恐慌という不景気の中、当初25万ドルだった予算はウォルトの完璧主義も相まって膨れ上がり、最終的な総製作費は148万8422.74ドル（約2億2000万円）に上った。
製作費を捻出するため、ウォルトは自宅を抵当に入れなければならなかった。また、スタジオ閉鎖の危機に瀕するほど資金が減り、途中で25万ドルが必要となったウォルトはバンク・オブ・アメリカのジョセフ・ローゼンバーグに融資を依頼。この時、完成していた映像で特別試写を行っており、無表情で座りながら鑑賞していたローゼンバーグだったが、心配そうなウォルトの方を向いたかと思うとローゼンバーグは一言「ウォルト、あれは大金になるぞ」と言い、融資を承認したという。
ディズニー・スタジオには勤怠管理は存在せず、ウォルトとスタッフは給料や利益のためでなく、自分たちの仕事に信念や情熱、愛を持ち働いていた。そのため、スタッフは夜間や週末を含めて週80時間働いたという。 
製作のため描かれたスケッチは200万点以上に上り、最終的な完成作品の作画（セル画）枚数は約25万枚という数字を記録した。その結果、質感すらも感じさせるキャラクターの動きを実現している。なお、遥か後の時代に作られ日本のアニメ映画で作画枚数が話題となった『崖の上のポニョ』（2008年）でも、その枚数は約17万枚である。

## 公開
1937年12月21日、『白雪姫』はロサンゼルスのカーセイ・サークル劇場で先行初公開され、終了時にはスタンディングオベーションを受けた。その後、1938年2月4日に一般公開されると大成功を収め、配給元のRKOではこの初公開で国際興行収入784万6000ドルを稼いだ。また、これによりRKOは38万ドルの利益を上げた。
アメリカ合衆国では1944年以降、不定期ながら再公開が行われている。『白雪姫』は後年、ディズニー・スタジオに5億ドル以上の利益をもたらしたとされ、興行収入で史上最も成功した映画の1つとなった。
初公開当時はRKOに映画配給を委託しており（ブエナ・ビスタ設立まで）、オープニングで「配給：R.K.O」というクレジットと、エンディングに「RKO RADIO PICTURES」の社名ロゴが背景の地紋に埋め込まれていたが、後のリバイバル上映時にはRKOを省いたものに差し替えられた。このRKOロゴが入った本来のオリジナル映像は、2001年版DVDに特典映像扱いで本編と別に収録された後、2009年以降のソフトではオリジナルを尊重し本編に組み込まれ、公開時のオリジナル版へ完全に復元された。
1993年、コダック社の「シネオン」というデジタル処理で映像修復が施されたデジタル・ニュー・バージョンが初公開され（日本での公開は1994年）、興行収入4,000万ドル以上を記録するなど大ヒットした。なお、この時点でドルビーサラウンドによる音声のステレオ化が行われている。

### 日本での公開
日本での公開は第二次世界大戦の影響もあり、1950年に初公開された。各国に比べて遅い公開だったが、第二次世界大戦以前にこれ程までに質の高いアニメーションを制作していた事実や、制作を実現したアメリカの圧倒的国力に、本作品を見た若者の多くが驚愕したという。
1951年までに400万を超える児童が都市部の映画館で観たとされ、常設館での上映が一巡した後は、大映が地方の公共団体やPTAなどに1日1万5,000円でフィルムの貸し出しを行った。このため、映画館のない地方でも「学校行事などで同級生と共に白雪姫を観た」「初めて観た映画が白雪姫だった」という記憶を持つ者も多い。
1958年には、ディズニー・スタジオのジャック・カッティング監修により三木鶏郎が演出する日本語吹き替え版が制作、公開された。以降、1985年までのリバイバル公開にはこの吹き替えを使用していた（1980年を除く）。

#### 東映まんがまつり
1980年、「東映まんがまつり」内の一本として公開された。海外のアニメ映画が「東映まんがまつり」で上映されるのは、1977年の『世界名作童話 せむしの仔馬』以来で、ディズニー作品では初となった。なお、同時上映作は『電子戦隊デンジマン』『魔法少女ララベル 海が呼ぶ夏休み』『ゲゲゲの鬼太郎（第2作・ブローアップ版）』であった。
1970年代後半、ディズニー作品は日本であまりヒットせず、1977年4月29日公開の『星の国から来た仲間』を最後に秋から、日本での直接配給機構であるブエナ・ビスタ映画日本支社の解散・閉鎖をめぐって労使対立が続いたことで配給業務がストップ。1979年、和解が成立して新たにウォルト・ディズニー・ジャパン（旧）が設立され2年ぶりにディズニー作品の日本市場への再進出が決まり、東宝と東映と契約し、1980年に『白雪姫』が公開される運びとなったという。
日本語吹き替えは「最新日本語版」として新規制作されており、以降の再公開をはじめソフトや配信でも採用されている。なお、この吹き替えで白雪姫を演じた小鳩くるみは、当時日本語版の制作に従事していたディズニー・スタジオのブレーク・トッドから「あなたの演じる Snow White は完璧だ!」と評された。

## 評価
本作品は公開時、多くの批評家が「子供にも大人にもお勧めできる本物の芸術作品」だと称賛した。
ニューヨーク・タイムズ紙のフランク・S・ニュージェントは「ディズニー氏とその技術スタッフは期待以上の成果を上げた。この映画は期待以上のものだ。これは古典であり、映画として『國民の創生』や“ミッキーマウスの誕生”と同じくらい重要である。これほどのものはなく、私たちはすでにアンコールを要求するほど失礼なことをしている」と評している。バラエティ誌は「幻想は完璧、ロマンスとファンタジーは優しく、登場人物の演技が人間の俳優の誠実さに匹敵する深さを打つ特定の部分は感情的であり、映画は真の偉大さに近づいている」と評した。
第11回アカデミー賞（1939年）では、この映画を「何百万人もの人々を魅了し、素晴らしい新しい娯楽分野を開拓した重要なスクリーン革新」として、ウォルト・ディズニーにアカデミー名誉賞を受賞した。ウォルトは授賞式で、7人の小人に見立てミニチュア像7体の付属する特注のオスカー像が贈られた。また、前年の第10回アカデミー賞では作曲賞にもノミネートされた。

### 再評価
現在では、「歴史上最も偉大なアニメーション映画の1つ」と評されている。ローリング・ストーン誌は「アニメの未来を変えた」映画と呼び、史上最高のアニメ映画のリストで4位にランク付けした。
1987年、白雪姫はハリウッド・ウォーク・オブ・フェームに殿堂入りし、ディズニープリンセスとしては唯一の殿堂入りを果たした。
国立芸術基金によってアメリカで設立されたアメリカン・フィルム・インスティチュート（AFI）は、『白雪姫』を以下のリストに追加した。
- アメリカ映画ベスト100 - 第49位[77]
- アメリカ映画ベスト100（10周年エディション） - 第34位[78]
- 10ジャンルのトップ10 - アニメーション映画部門第1位[79]
- アメリカ映画100年のヒーローと悪役ベスト100 - 女王: 悪役の第10位[80]
- アメリカ映画主題歌ベスト100 - 「いつか王子様が」: 第19位[81]

### 日本での評価
日本でも本作は高く評され、後世の漫画家やアニメーターに大きな影響を与えている。
映画評論家の淀川長治はアメリカ法人の日本支社であるユナイト映画へ勤務していた当時、戦時中で上映禁止だった本作を会社の試写室で密かに見たといい、色彩あふれるカラー映像に驚愕し「こんな国と戦争したら絶対に負ける」と絶句したという。また、ベスト10に本作を挙げている。
マルチプレーン・カメラで生み出された白雪姫の立体感は、日本の草創期のアニメ界にも大きな影響を与え、瀬尾光世の下で持永只仁が多層式撮影台を開発。1941年に瀬尾の「アリチャン」が生み出された。
手塚治虫は『ぼくはマンガ家』などの自伝やエッセイにおいて「少なくとも劇場で50回以上は見た」と語り、自身の作風にも大きな影響を与えたことを定期的に著しているほか、個人的に劇場用フィルムの廃棄品を特殊なルートでアニメーション製作の研究のために買い入れて保有していた。一方で、キャラクター描写に関しては「白雪姫は無理に色っぽさをセーブしたような大人子どもで、急に母親じみたり、やたらとキスをする売春婦的なところがあり、小人に至っては男根的ないやらしさに溢れているくせに、ついに欲求不満のまま終わる」とコメントしたことがあるほか、「観客は画面の豪華さに見とれてしまい、ことに母親世代は“グリム童話の名作”という部分に麻痺して作品の歪みに気づかない」「甘ったるいヒューマニズムが幅を利かせ、安っぽい安心感を与えってしまった」など発言し、「原作のメルヘンの呑気を、ソースと砂糖とチーズで味付けしたような不思議な作品」と例えるなど、作品自体に対してはあまり好まない趣旨の発言をしたことがある。
藤子不二雄（藤本弘・安孫子素雄）は鑑賞後、感動のあまりウォルト・ディズニーに辞書を用いて英文のファンレターを送り、2ヶ月後にディズニーから返信が届いたことでディズニーに熱狂したという。藤本弘は1983年に「ディズニーの長編映画の中では『白雪姫』が感激の度合はいちばん深い」と述べている。

## 影響
公開後は『白雪姫』をテーマにした商品が数多く販売され、関連グッズは800万ドル（インフレ調整後では1億ドル以上）の売り上げを記録した。また、多くの派生作品も生まれミュージカルやビデオゲームなど、さまざまな媒体でフランチャイズ化されている。
『白雪姫』の成功によりスタジオは黒字となり、ウォルトは借金を全て返済したほか、収益の多くを新たなスタジオを建設するために使い、現在のバーバンクのスタジオを完成させた。また、この成功でディズニー・スタジオは多くの長編映画の製作を開始した。

## ホームメディア

### VHS・LD
1993年に映像修復が施されたデジタル・ニュー・バージョンのセルビデオ（VHS）出荷本数はアメリカで2700万本、日本では1994年10月28日に「ウォルト・ディズニー・クラシック」レーベルとして期間限定生産で発売、180万本を記録している。
- 白雪姫 VHS 1994年10月28日 VWSJ-4024
- 白雪姫 LD（レーザーディスク） 1994年10月28日 PILA-1285

### DVD
2001年12月1日にウォルトの生誕100周年を記念し、ブエナ ビスタ ホーム エンターテイメントが「プラチナ・エディション」シリーズの最初のソフトタイトルとして、1993年のデジタル・ニュー・バージョンを基にドルビーデジタル5.1chサラウンドにリマスター（英語のみ）などを施し、本編ディスクのみの通常版と特典映像を収録した2枚組の「デラックス・エディション（デラックス版）」が全世界同時発売となった。
日本では独自企画で、発売時に当時絶頂期にあった浜崎あゆみとタイアップし、このプロモーション用に制作された「いつか王子様が」のカバーがCMソングに使われ、フルコーラスのミュージックビデオが収録されたDVDビデオが購入者対象のキャンペーンにより抽選でプレゼントされた（他のCDやDVDには未収録）。また、糸井重里プロデュースのミッキーマウスデザインのDVDプレイヤー同梱版も若干数発売された。

#### 映像特典・オーディオコメンタリー
（☆印は本編ディスクに/2001年デラックス版のみ、★はVHSにも収録）
- バーバラ・ストライサンドのカバーによる「いつか王子様が」のミュージッククリップ☆★
- オーディオコメンタリー（ウォルトの30年分のラジオ音声などを作品解説へ再構成したもの）☆
- ワイルド・ライド・ゲーム☆
- 「ハイ・ホー」シング・アロング・ソング（劇中のハイ・ホーに英語字幕を付したもの）☆★
- VIPツアー
  - メイキング・オブ『白雪姫』
  - ストーリー・ボードと完成品の比較
  - アート・デザイン
  - 美術設定
  - レイアウトと背景画
  - 映像のテスト
  - キャラクターの誕生
  - 取りやめになったコンセプト
  - ボイス・キャスト（オリジナル版声優のキャスティングの解説）
  - 『白雪姫』修復作業（デジタルリマスター版制作メイキング）
  - 未公開シーン（オーディオトラックに原画を順送りした構成）★
- RKO版オープニングとエンド・クレジット
- シリー・シンフォニー『春の女神』（アニメーション）
- ディズニー・スタジオの歩み（WDCの社史を関連映像を交えて1920年代から1990年代まで10年刻みで関係者が解説したもの）
  - 「白雪姫」予告編集（アメリカでの初公開時の予告編とリバイバル上映時の予告編）
- プレミア
- パブリシティ

### Blu-ray
日本では2009年11月4日にウォルト ディズニー スタジオ ホーム エンターテイメントからBlu-ray Disc2枚と本編DVDの計3枚組の「ダイヤモンド・エディション」、DVDビデオ2枚組の「プラチナ・エディション」、DVDビデオ1枚の「スペシャル・エディション」が発売された。「ダイヤモンド・エディション」のBDMVでは更なる映像のデジタルリマスターによりHD化、DTS-HDマスターオーディオ7.1Chサラウンドにリマスタリングした音声を収録。また、2001年デラックス版の映像特典の殆どを再収録している。

#### 追加された映像特典
- 『プリンセスと魔法のキス』特別映像
- すべては、ここから始まった。
  - その後の物語『白雪姫へのプレゼント』
- ハイペリオン・スタジオ・ツアー（本編制作当時の蔵出し映像）
- ゲーム＆アクティビティ
  - プリンセス診断ゲーム魔法の鏡よ教えて！
  - 正体を当てよう！
  - ジュエル・ジャンブル
- 音楽の世界
  - 「いつか王子様が」（ティファニー・ソーントンのカバーによる）
- スクリーンセーバー
- ディズニー・ビュー（ディズニーのアート・ディレクター、トビー・ブルースによる縦横比、端の暗い部分に特製の美しい絵が現れる、新鑑賞スタイルのこと）[88]

#### DVD（2001年）との差異点
- バーバラ・ストライサンドのカバーによる「いつか王子様が」のミュージッククリップを削除
- RKO版オープニングとエンド・クレジットを削除（本編に組み込まれている）
- 本編で製作会社（ウォルト・ディズニー・ピクチャーズ）のタイトル映像が現行の3DCG描画によるものへ改められている。

### MovieNEX
日本では2016年5月18日にウォルト・ディズニー・スタジオ・ジャパンからBlu-ray DiscとDVD、デジタルコピー（スマートフォンやタブレット端末で、本編映像を見ることができるサービス）、MovieNEXワールドがセットになったMovieNEXが発売された。

#### ボーナス・コンテンツ
★印 新収録
- ウォルト・ディズニーの思い：『白雪姫』★
- 『白雪姫』から生まれるプロダクト★
- デザインについて：最初のディズニープリンセス★
- あなたが知らない7つのこと★
- 70秒でわかる『白雪姫』★
- 初期のストーリー：王子との出会い★
- はじめての長編アニメーション
- 『白雪姫』のアニメーターたち
- ハイペリオン・スタジオツアー
- エクスポージャーシートの解説
- その後の物語『白雪姫へのプレゼント』
- ストーリー会議：こびとの描写
- ウォルトは語る：女王の命令
- 未公開シーン：ミュージック・イン・ユア・スープ
- 未公開シーン：ベッドを作ろう
- ボイス・キャスト
- 音声解説

### その他
日本では2007年頃からパブリックドメインDVDとして複数のメーカーから廉価で発売されている。

## 書籍化
- 著：ジム・ラッツィ／訳：橘高弓枝『白雪姫』偕成社、1997年12月1日。ISBN 4-03-791110-8。

### 絵本
- 訳：立原えりか／三石宏文、三石泰江、片山径子『白雪姫』講談社〈ディズニー名作童話館⑦〉、1988年1月10日。ISBN 4-06-194257-3。
- 訳：森はるな『白雪姫』講談社〈ディズニーおはなし絵本館②〉、2001年9月10日。ISBN 4-06-271462-0。

## 著作権
アメリカ合衆国に於いて著作権は1965年にリニュー（著作権更新手続き）が行われたため、2033年1月まで有効である。
日本では、国内での公開から50年間を経た時点で著作権保護期間が終了しパブリックドメインとなっており、複数の企業から格安のパブリックドメインDVDが発売されている。ただし、デジタル・ニュー・バージョンは、公開された1993年から新規の著作権が発生した。

## リメイク
実写リメイク映画が2025年3月21日に公開された。